# سوپرهات
سوپرهات (انگلیسی: Superhot) یک بازی تیراندازی اول شخص بازی ویدئویی استراتژی می‌باشد که برای مایکروسافت ویندوز، اکس‌باکس وان، نینتندو سوئیچ و پلی‌استیشن ۴ در سال ۲۰۱۶ منتشر شد. این بازی توسط موتور بازی سازی یونیتی ساخته شد و بعدها نسخه مک‌اواس، لینوکس و گوگل استادیا آن نیز منتشر شد.